# Нюкхетсеза Ханым-эфенди
Нюкхетсеза́ Ханы́м-эфе́нди (тур. Nükhetseza Hanımefendi) или Нюкетсеза́ Ханы́м-эфе́нди (тур. Nüketseza Hanım Efendi; 2 января 1827, Абхазское княжество — 15 мая 1850, Стамбул) — супруга (главная икбал) османского султана Абдул-Меджида I, мать двоих его сыновей.

## Биография
Нюкхетсеза появилась на свет 2 января 1827 года. Как пишет турецкий мемуарист Харун Ачба, родилась она на территории Абхазского княжества в семье абхазского бея Хатуга Бараса и его жены-грузинки Ферхунде-ханым; при рождении Нюкхетсеза получила имя Хатидже. Помимо неё в семье была по меньшей мере ещё одна, старшая, дочь — Шеклибар-ханым (ум. в 1911), которая позднее служила в султанском дворце калфой под именем Катибе и получила за службу от султана Абдул-Хамида II особняк в Нишанташи.
Согласно Ачбе, в возрасте восьми лет Нюкхетсеза была подарена валиде Безмиалем-султан, матери султана Абдул-Меджида I, которая пожелала, чтобы девочку обучили так, чтобы в дальнейшем та стала женой её сына-султана. Помимо прочего, Нюкхетсеза брала частные уроки игры на фортепиано, уде и кануне. Она обладала прекрасным голосом, и валиде любила брать с собой в сад свою подопечную, чтобы та играла ей и пела. По слухам, однажды Абдул-Меджид I услышал прекрасный голос, доносившийся из сада, и спросил у сопровождавшей его хазнедар (казначея) Сезбинур-ханым, кому этот голос принадлежит. Сезбинур ответила, что голос принадлежит Нюкхетсезе, служанке валиде, и султан пожелал увидеть девушку. Абдул-Меджид был очарован её красотой и 21 октября 1841 года сделал Нюкхетсезу своей женой. Ачба отмечает, что, очевидно, этот брак подстроила валиде Безмиалем-султан. При этом Энтони Алдерсон в своём труде «Структура Османской династии» указывает датой заключения брака 10 июня 1852 года, отмечая, что дата эта дана по «Готскому альманаху» и скорее всего означает дату получения какого-либо титула или какого-либо события, в частности — рождения ребёнка.
Большинство исследователей считают Нюкхетсезу главной икбал Абдул-Меджида I. Османский историк Мехмед Сюрея-бей называет датой получения Нюкхетсезой титула 4 июня 1850 года. Турецкий историк Чагатай Улучай отмечает, что Нюкхетсеза в титуле башикбал-эфенди предшествовала Наланыдиль Ханым-эфенди, ставшей женой султана только в 1850 году; кроме того, турецкий историк Недждет Сакаоглу уточняет, что Нюкхетсеза была первой из наложниц Абдул-Меджида I, носившей титул главной икбал.
Нюкхетсеза умерла 15 мая 1850 года во дворце Бешикташ, куда была перевезена незадолго до смерти, чтобы облегчить её состояние, однако Алдерсон указывает датой смерти 19 декабря 1892 года. Тело её было захоронено в одном из мавзолеев Новой мечети. Ачба и Улучай называют предположительной причиной смерти Нюкхетсезы туберкулёз; Сакаоглу подтверждает эту версию, цитируя архивы: «покинула этот смертный мир в третий день раджаба в 1266 году [15 мая 1850] (в возрасте 23 лет)».

### Потомство
Совершенно точно детьми Нюкхетсезы были шехзаде Ахмед-эфенди (5 июня 1846 года, Чыраган — 1846 или 1845 — 20 марта 1845) и Бурханеддин-эфенди (23 мая 1849, Бейлербейи — 3 ноября 1876). Тем не менее, ссылаясь на Сюрею, Энтони Алдерсон называет матерью Мехмеда Бурханеддина Невесер Кадын-эфенди, однако отмечает, что «Готский альманах» называет его матерью Нюкхетсезу. Ачба объясняет такую путаницу касательно матери Бурханеддина тем фактом, что Невесер занималась воспитанием мальчика после смерти его родной матери Нюкхетсезы; о том, что Невесер занималась воспитанием Бурханеддина, пишет и Сакаоглу. Мехмед Бурханеддин 4 мая 1872 года женился на Местинас Ханым-эфенди (20 сентября 1851 — 20 апреля 1909), в браке 24 сентября 1874 года с которой родился сын Ибрагим Тевфик-эфенди. Согласно Сюрее, Мехмед Бурханеддин умер 3 октября 1876 и помимо сына также имел дочь.
Ряд исследователей указывает, что у Нюкхетсезы также была дочь, однако данные о её имени и датах жизни разнятся. Ачба называет её Алие-султан и указывает годом её рождения 1842 год, а также отмечает, что скончалась она в младенчестве; при этом Алдерсон матерью Алие (10 октября 1842 — 23 июля 1844) называет Шевкефзу-султан, мать султана Мурада V. Улучай называет дочерью Нюкхетсезы Фатьму-султан, родившуюся 26 ноября 1847 года. Сакаоглу, ссылаясь на дворцовые архивы, называет дочерью Нюкхетсезы Назиме/Нейире-султан, родившуюся в 1847 году.